# Smirnychovskij rajon
Lo Smirnychovskij rajon (in russo Смирныховский городской округ?) è un rajon dell'Oblast' di Sachalin, nell'Estremo oriente russo. Istituito nel 1965, ha come capoluogo Smirnych, ricopre una superficie di 10.457 km2 ed ospitava nel 2010 una popolazione di circa 14.000 abitanti.